# Дебрево (Черниговская область)
Дебрево (укр. Дебреве) — село в Носовском районе Черниговской области Украины. Население 147 человек. Занимает площадь 0,65 км².
Почтовый индекс: 17105. Телефонный код: +380 4642.

## История
В 1945 г. Указом Президиума ВС УССР хутор Политотдел переименован в Дебрево

## Власть
Орган местного самоуправления — Носовский городской совет. Почтовый адрес: 17100, Черниговская обл., Носовский р-н, г. Носовка, ул. Центральная, 20.